# Détecteur de rayons X
Pour les articles homonymes, voir détecteur.
Les détecteurs de rayons X sont des dispositifs capables de détecter la présence de rayons X. La technologie de détection des rayons X a fortement progressé depuis leur découverte, passant du simple film photographique à des dispositifs électroniques pouvant donner le flux de rayons X et leur énergie.

## Principe
Les rayons X sont des rayonnements ionisants : ils éjectent des électrons de la matière par effet photoélectrique ou effet Compton. C'est ce phénomène qui est utilisé pour la détection.
Tout d'abord, en interagissant avec certaines substances, la création d'ions par les rayons X peut amorcer des réactions chimiques. Ce phénomène est utilisé par les films photographiques. L'ionisation peut aussi provoquer une émission lumineuse par fluorescence, comme dans le cas des écrans fluorescents et des scintillateurs. La présence de charge dans la matière, qu'elle soit gazeuse ou solide, génère un courant électrique qui peut être détecté ; c'est le principe de la plupart des détecteurs à impulsion.
Les détecteurs peuvent répondre à trois questions :
- la position du photon détecté ;
- le dénombrement des photons ;
- et l'évaluation de leur énergie.

Le nombre d'électrons éjectés par seconde est proportionnel au flux de photons.
De manière générale, la détection est perturbée par le phénomène d'absorption, décrite par la loi de Beer-Lambert. Les photons peuvent être absorbés sur leur trajet entre la source et le détecteur. Ils peuvent notamment être absorbés par la fenêtre du détecteur (écran protégeant le détecteur de l'environnement). Par contre, le matériau sensible aux rayons X doit au contraire être le plus absorbant possible, afin de détecter le plus de photons possibles.

## Discrimination en énergie
Certains détecteurs permettent de déterminer l'énergie des photons X
- détecteurs non discriminants en énergie : film photographique, écran fluorescent ;
- détecteurs discriminants en énergie : compteur proportionnel à gaz, scintillateur, détecteur à semi-conducteur.

La possibilité de déterminer l'énergie permet d'obtenir un spectre, mais permet aussi de filtrer une plage d'énergie donnée et donc d'améliorer le rapport signal sur bruit. Par exemple :
- en diffractométrie, on ne s'intéresse qu'à une seule longueur d'onde ; le fait de pouvoir filtrer permet d'éliminer les signaux parasites (raie Kβ, ordres de diffraction supérieurs à 1, fluorescence de l'échantillon) ;
- en spectrométrie,
  - l'analyse dispersive en énergie (EDS) utilise directement cette possibilité,
  - en analyse dispersive en longueur d'onde (WDS), la discrimination permet d'éliminer les ordres de diffraction supérieurs à 1, et de réduire la superposition des pics : si deux raies ont des énergies proches, elles auront aussi des angles de diffraction proches (pour un même cristal analyseur), la discrimination en énergie permet donc de n'avoir que les photons d'une seule raie pour former chaque pic.

Seuls les détecteurs à semi-conducteur (détecteurs « solides ») sont suffisamment discriminants pour pouvoir faire une analyse dispersive en énergie.

## Problème du comptage
Les détecteurs modernes — compteur proportionnel à gaz, scintillateur, détecteur semi-conducteur — génèrent des impulsions électriques qui sont ensuite amplifiées, détectées et comptées par l'électronique. Chaque impulsion détectée est appelée « coup ». Ce qui intéresse l'utilisateur, c'est de connaître le flux de photons, donc d'avoir un nombre de coups proportionnel au nombre de photons :
I = k × φ
avec :
- I : taux de comptage (intensité du signal), en coups par seconde ;
- φ : flux de photons (nombre de photons passant par la fenêtre du détecteur par seconde) ;
- k : rendement, efficacité du détecteur.

### Temps mort
Le passage d'un photon génère une série d'ionisations. Tant que le détecteur est dans cet état « excité », le passage d'un deuxième photon n'est pas détecté, il faut attendre que suffisamment d'atomes soient revenus dans leur état fondamental. Ce temps de latence est appelé « temps mort ». Si le flux de photons est trop important, donc si l'intensité du signal est élevée, le détecteur va « perdre » des impulsions, donc le nombre de coups n'est plus proportionnel au flux de photons.
Concrètement, les détecteurs à impulsions sont polarisés par une haute tension. Si la haute tension est basse, on a un temps mort faible, ce qui permet de mesurer des intensités élevées, mais la discrimination en énergie est faible, et le détecteur n'est pas sensible aux photons de basse énergie. Si l'on augmente la haute tension, on améliore la discrimination mais aussi le temps mort.
La non-linéarité aux fortes intensités peut se compenser par un traitement subséquent, tant que l'on ne sature pas le détecteur.

### Impulsions simultanées

Confusion entre le cas de deux photons simultanés arrivant de manière symétrique (gauche) et deux photons successifs arrivent au milieu (droite).

Certains détecteurs font une acquisition sur un angle solide important et permettent de déterminer la position d'arrivée du détecteur : détecteurs linéaire et surfaciques. On parle de détecteur multicanal, ou PSD (position sensitive detector). Lorsque deux photons frappent le détecteur à deux endroits différents, celui-ci doit être capable de les distinguer. Le problème se pose pour les détecteurs à ligne à retard et les détecteurs surfaciques (chambres à fils, détecteurs à électrodes collectrices en bande comme le détecteur X'Celerator de Philips).
Considérons un détecteur à un fil collecteur. Si le photon arrive à une abscisse x, une impulsion est détectée à chaque extrémité ; la différence de temps entre ces impulsions indique la position x. Si maintenant deux photons arrivent simultanément à des positions symétriques, on obtient une situation similaire à deux photons successifs qui frapperaient le centre du fil. Ce phénomène est appelé « empilement » (pile up).
C'est la forme de l'impulsion qui permet de démêler ces situations : plus une impulsion voyage longtemps dans le fil, plus elle est étalée. On peut ainsi corréler la distance et la largeur du pic.
Enfin, si deux photons arrivent en même temps et au même endroit, on obtient le même effet que si l'on avait un seul photon dont l'énergie est la somme des énergies des deux photons. Soit le détecteur ne compte qu'un seul événement, soit la discrimination rejette les impulsions et le détecteur ne compte aucun événement.

## Films et écrans
Pour les premières applications des rayons X, on ne s'intéressait qu'à la trajectoire des photons X.

### Film photographique
L'émulsion est sensible aux rayons X. Le film est donc « imprimé » par ceux-ci. Cela permet de faire de la radiographie, mais c'est aussi le premier dispositif utilisé pour la diffraction sur les cristaux : chambre de Laue, chambre de Debye-Scherrer.
Le film photographique permet de déterminer la position des photons, et donc de travailler sur les phénomènes de diffraction. Il peut également permettre de connaître l'intensité du flux. Même si ce dernier n'est pas proportionnel à la teinte de gris du film, un étalonnage préalable peut permettre une telle mesure.

### Écran fluorescent
L'écran fluorescent est un écran recouvert d'un matériau qui s'illumine à l'impact d'un photon X. La première application était la radioscopie.

## Détecteurs ponctuels à impulsion
Les détecteurs ponctuels sont des détecteurs qui ne collectent les photons que sur un petit angle solide. Si l'on veut avoir une répartition de l'intensité selon la direction, il faut monter le détecteur et/ou l'échantillon sur une platine ou un bras motorisé.

### Compteur proportionnel à gaz
Le premier détecteur d'impulsion développé est un compteur Geiger pour lequel on utilise une tension de polarisation plus faible. Ainsi, on ne travaille pas en saturation, et l'intensité de l'impulsion est proportionnelle à l'énergie du photon.
Le photon traverse un gaz (en général un mélange argon-méthane) polarisé (une tension est établie entre un fil et le boîtier du détecteur). Les ionisations provoquées par le photon créent un courant électrique dans le gaz, qui est détecté par le compteur.
Il existe des détecteurs scellés, mais la plupart sont à flux gazeux, ce qui impose de l'alimenter en permanence en gaz. En effet, la fenêtre doit être la plus mince possible pour absorber le moins de rayons X possible, d'autant plus que ces compteurs sont surtout utilisés pour les rayons X peu énergétiques ; la fenêtre est donc poreuse, ce qui induit une pollution du gaz sur le long terme.
Les rayons X de forte énergie sont peu absorbés par le gaz et donc le détecteur a un mauvais rendement dans cette branche du spectre. Sa « transparence » permet de placer un autre détecteur derrière, par exemple un scintillateur, et donc de cumuler les deux technologies.

### Détecteur à scintillation
Un détecteur à scintillation (ou scintillateur) est composé :
- d'un cristal fluorescent, par exemple du iodure de sodium NaI, qui émet des photons visibles lorsqu'il absorbe un photon X ;
- d'un  tube photomultiplicateur (PM) qui génère l'impulsion électrique.

L'intensité de l'impulsion est proportionnelle à l'intensité lumineuse, donc à l'énergie du photon X, ce qui permet de faire de la discrimination ; mais la précision n'est pas suffisante pour déterminer le spectre en énergie.

### Détecteur à semi-conducteur
Le détecteur à semi-conducteur, ou détecteur à l'état solide, est un cristal semi-conducteur polarisé, par exemple un cristal de silicium dopé au lithium, Si(Li). L'arrivée d'un photon X provoque la création de défauts : électrons libres et trous d'électron. Ces défauts migrent sous l'effet de la polarisation, et le courant électrique généré est détecté.
L'intensité du courant est proportionnelle à l'énergie du photon X, ce qui permet de faire directement une analyse spectrale. Il faut cependant diminuer le bruit de fond au maximum, ce qui impose de refroidir le détecteur : soit avec de l'azote liquide, soit avec une platine Peltier.

## Détecteurs linéaires et surfaciques

### Détecteurs linéaires ou courbes
Les détecteurs linéaire ou courbes collectent les photons X dans un secteur angulaire « plan ». L'utilisation d'une ligne à retard permet de localiser l'endroit où le photon a frappé le détecteur ; la résolution spatiale est déterminée par la largeur de l'impulsion. On peut aussi utiliser des anodes collectrices discrètes, comme par exemple des bandes d'aluminium sur un cristal de silicium (silicon strip detector), la résolution spatiale étant l'espacement entre les anodes.
Ces détecteurs sont utilisés principalement dans les diffractomètres, ce qui accélère l'acquisition du signal. Ils permettent également de faire une acquisition en position fixe, et donc de voir l'évolution du diffractogramme en fonction du temps. En diffractométrie, le détecteur suit idéalement un arc de cercle, portion du cercle de Rowland (cercle de focalisation) ; un détecteur linéaire doit donc être tangent au cercle et introduit une erreur aux extrémités, ce qui limite son ouverture à environ 10°. Un détecteur courbe, épousant le cercle de Rowland, permet de faire une acquisition jusqu’à 120° pour le détecteur Inel.

### Détecteurs surfaciques
les détecteurs surfaciques collectent les données sur un angle solide relativement grand. Ils peuvent servir à l'imagerie (radiographie) mais également à la diffractométrie :
- pour l'étude des monocristaux (clichés de Laue) ;
- pour l'étude des poudres : le détecteur enregistre des anneaux, et l'intégration de l'intensité sur un anneau permet d'avoir plus de signal qu'avec un détecteur ponctuel ou linéaire.

On peut utiliser pour cela :
- une chambre à fils : il s'agit d'un compteur à gaz possédant deux réseaux de fils croisés, ce qui permet une détection surfacique ;
- un détecteur semi-conducteur à anodes collectrices multiples : similaire au détecteur linéaire, mais avec deux réseaux de détection croisés ;
- un écran fluorescent associé à une galette de microcanaux : équivalent surfacique du scintillateur ;
- une caméra CCD : cette solution ne permet toutefois pas la discrimination en énergie.